# NWSL Challenge Cup 2020
Der NWSL Challenge Cup 2020 war die erste Ausrichtung des Turniers und stellte den Wiederbeginn der National Women’s Soccer League während der COVID-19-Pandemie dar. Der von Dell Loy Hansen, dem Besitzer des Utah Royals FC, ausgerichtete Wettbewerb bestand aus einer Vorrunde und einem anschließenden Play-off.
In der Vorrunde sollten ursprünglich alle neun Teams jeweils vier Spiele austragen, um die Setzliste für das weitere Turnier festzulegen. Die acht besten Teams sollten anschließend das als einfache KO-Runde stattfindende Play-off erreichen. Am 22. Juni zog jedoch Orlando Pride nach insgesamt sechs positiven COVID-19-Tests bei Spielerinnen und vier weiteren im Betreuerstab seine Teilnahme zurück. Am darauffolgenden Tag veröffentlichte die NWSL einen aktualisierten Spielplan der verbleibenden acht Teams.
Im Finale konnte sich Houston Dash gegen die Chicago Red Stars mit 2:0 durchsetzen und den Titel gewinnen.

## Vorrunde
| Pl. | Verein                 | Sp. | S | U | N | Tore    | Diff. | Punkte |
| --- | ---------------------- | --- | - | - | - | ------- | ----- | ------ |
| 1.  | North Carolina Courage | 4   | 4 | 0 | 0 | 007:100 | +6    | 12     |
| 2.  | Washington Spirit      | 4   | 2 | 1 | 1 | 004:400 | ±0    | 07     |
| 3.  | OL Reign               | 4   | 1 | 2 | 1 | 001:200 | −1    | 05     |
| 4.  | Houston Dash           | 4   | 1 | 1 | 2 | 005:600 | −1    | 04     |
| 5.  | Utah Royals FC         | 4   | 1 | 1 | 2 | 004:500 | −1    | 04     |
| 6.  | Chicago Red Stars      | 4   | 1 | 1 | 2 | 002:300 | −1    | 04     |
| 7.  | Sky Blue FC            | 4   | 1 | 1 | 2 | 002:300 | −1    | 04     |
| 8.  | Portland Thorns FC     | 4   | 0 | 3 | 1 | 002:300 | −1    | 03     |

Chicago belegte vor Sky Blue den 6. Platz aufgrund der geringeren Anzahl gelber Karten (1 zu 4).
Alle Spiele wurden im Zions Bank Stadium in Herriman, Utah, ausgetragen.
1. Spieltag
| Datum                          |                        | Ergebnis  |                    |
| ------------------------------ | ---------------------- | --------- | ------------------ |
| 27. Juni 2020, 10:30 Uhr (MDT) | North Carolina Courage | 2:1 (0:0) | Portland Thorns FC |
| 27. Juni 2020, 20:00 Uhr (MDT) | Chicago Red Stars      | 1:2 (0:1) | Washington Spirit  |

2. Spieltag
| Datum                          |              | Ergebnis  |                |
| ------------------------------ | ------------ | --------- | -------------- |
| 30. Juni 2020, 10:30 Uhr (MDT) | Houston Dash | 3:3 (1:1) | Utah Royals FC |
| 30. Juni 2020, 20:00 Uhr (MDT) | OL Reign     | 0:0       | Sky Blue FC    |

3. Spieltag
| Datum                         |                    | Ergebnis  |                        |
| ----------------------------- | ------------------ | --------- | ---------------------- |
| 1. Juli 2020, 10:30 Uhr (MDT) | Portland Thorns FC | 0:0       | Chicago Red Stars      |
| 1. Juli 2020, 20:00 Uhr (MDT) | Washington Spirit  | 0:2 (0:0) | North Carolina Courage |

4. Spieltag
| Datum                         |                | Ergebnis  |             |
| ----------------------------- | -------------- | --------- | ----------- |
| 4. Juli 2020, 10:30 Uhr (MDT) | Utah Royals FC | 1:0 (1:0) | Sky Blue FC |
| 4. Juli 2020, 20:00 Uhr (MDT) | Houston Dash   | 2:0 (1:0) | OL Reign    |

5. Spieltag
| Datum                         |                        | Ergebnis  |                   |
| ----------------------------- | ---------------------- | --------- | ----------------- |
| 5. Juli 2020, 10:30 Uhr (MDT) | North Carolina Courage | 1:0 (0:0) | Chicago Red Stars |
| 5. Juli 2020, 20:00 Uhr (MDT) | Portland Thorns FC     | 1:1 (0:0) | Washington Spirit |

6. Spieltag
| Datum                         |                | Ergebnis  |              |
| ----------------------------- | -------------- | --------- | ------------ |
| 8. Juli 2020, 10:30 Uhr (MDT) | Utah Royals FC | 0:1 (0:0) | OL Reign     |
| 8. Juli 2020, 20:00 Uhr (MDT) | Sky Blue FC    | 2:0 (2:0) | Houston Dash |

7. Spieltag
| Datum                          |                   | Ergebnis  |                |
| ------------------------------ | ----------------- | --------- | -------------- |
| 12. Juli 2020, 10:30 Uhr (MDT) | Washington Spirit | 1:0 (1:0) | Houston Dash   |
| 12. Juli 2020, 20:00 Uhr (MDT) | Chicago Red Stars | 1:0 (0:0) | Utah Royals FC |

8. Spieltag
| Datum                          |             | Ergebnis  |                        |
| ------------------------------ | ----------- | --------- | ---------------------- |
| 13. Juli 2020, 10:30 Uhr (MDT) | OL Reign    | 0:0       | Portland Thorns FC     |
| 13. Juli 2020, 20:00 Uhr (MDT) | Sky Blue FC | 0:2 (0:1) | North Carolina Courage |

## Finalrunde

### Übersicht
Anhand der in der Vorrunde ermittelten Setzliste wurden die Viertelfinals ausgetragen. Hierbei traf der Erste auf den Achten, der Zweite auf den Siebten, der Dritte auf den Sechsten und der Vierte auf den Fünften.
Sofern ein Spiel in der Finalrunde nach 90 Minuten Unentschieden stand, wurde keine Verlängerung, sondern direkt ein Elfmeterschießen zur Ermittlung des Siegers ausgetragen.
|  | Viertelfinale                                         | Viertelfinale            |                                                   |       | Halbfinale | Halbfinale |  |  | Finale | Finale |
|  |                                                       |                          |                                                   |       |            |            |  |  |        |        |
|  | Zions Bank Stadium, Herriman 17. Juli 2020, 20:00 Uhr |                          |                                                   |       |            |            |  |  |        |        |
|  |                                                       |                          |                                                   |       |            |            |  |  |        |        |
|  | Houston Dash                                          | 0 (3)                    |                                                   |       |            |            |  |  |        |        |
|  | Houston Dash                                          | 0 (3)                    | Rio Tinto Stadium, Sandy 22. Juli 2020, 10:30 Uhr |       |            |            |  |  |        |        |
|  | Utah Royals FC                                        | 0 (2)                    |                                                   |       |            |            |  |  |        |        |
|  | Utah Royals FC                                        | 0 (2)                    | Houston Dash                                      | 1     |            |            |  |  |        |        |
|  | 17. Juli 2020, 10:30 Uhr                              |                          | Houston Dash                                      | 1     |            |            |  |  |        |        |
|  |                                                       | Portland Thorns FC       | 0                                                 |       |            |            |  |  |        |        |
|  | North Carolina Courage                                | Portland Thorns FC       | 0                                                 | 0     |            |            |  |  |        |        |
|  | North Carolina Courage                                |                          | Rio Tinto Stadium, Sandy 26. Juli 2020, 10:30 Uhr | 0     |            |            |  |  |        |        |
|  | Portland Thorns FC                                    | 1                        |                                                   |       |            |            |  |  |        |        |
|  | Portland Thorns FC                                    | 1                        | Houston Dash                                      | 2     |            |            |  |  |        |        |
|  | 18. Juli 2020, 20:00 Uhr                              |                          | Houston Dash                                      | 2     |            |            |  |  |        |        |
|  |                                                       | Chicago Red Stars        | 0                                                 |       |            |            |  |  |        |        |
|  | OL Reign                                              | Chicago Red Stars        | 0                                                 | 0 (3) |            |            |  |  |        |        |
|  | OL Reign                                              | 22. Juli 2020, 20:00 Uhr |                                                   | 0 (3) |            |            |  |  |        |        |
|  | Chicago Red Stars                                     | 0 (4)                    |                                                   |       |            |            |  |  |        |        |
|  | Chicago Red Stars                                     | 0 (4)                    | Chicago Red Stars                                 | 3     |            |            |  |  |        |        |
|  | 18. Juli 2020, 10:30 Uhr                              |                          | Chicago Red Stars                                 | 3     |            |            |  |  |        |        |
|  |                                                       | Sky Blue FC              | 2                                                 |       |            |            |  |  |        |        |
|  | Washington Spirit                                     | Sky Blue FC              | 2                                                 | 0 (3) |            |            |  |  |        |        |
|  | Washington Spirit                                     |                          |                                                   | 0 (3) |            |            |  |  |        |        |
|  | Sky Blue FC                                           | 0 (4)                    |                                                   |       |            |            |  |  |        |        |

### Finale
| Houston Dash                     | Houston Dash | Chicago Red Stars | Chicago Red Stars |
| -------------------------------- | --- | --- | ----------------- |
| Houston Dash                     | \| Finale \| \| 26. Juli 2020 in Sandy, Utah \| \| Ergebnis: 2:0 (1:0) \| \| Zuschauer: keine \| \| Schiedsrichterin: Katja Koroleva \| \| Spielbericht \| | \| Finale \| \| 26. Juli 2020 in Sandy, Utah \| \| Ergebnis: 2:0 (1:0) \| \| Zuschauer: keine \| \| Schiedsrichterin: Katja Koroleva \| \| Spielbericht \| | Chicago Red Stars |
| Houston Dash                     | Jane Campbell – Katie Naughton, Megan Oyster, Rachel Daly, Allysha Chapman – Brianna Visalli (78. Veronica Latsko), Haley Hanson, Kristie Mewis (29. Cecelia Kizer), Sophie Schmidt – Nichelle Prince (87. Erin Simon), Shea Groom Cheftrainer: James Clarkson | Alyssa Naeher – Bianca St. Georges (89. Julia Bingham), Kayla Sharples (68. Zoey Goralski), Sarah Gorden, Julie Ertz – Danielle Colaprico, Vanessa DiBernardo – Katie Johnson (79. Zoe Morse), Savannah McCaskill (78. Makenzy Doniak), Rachel Hill, Kealia Watt Cheftrainer: Rory Dames | Chicago Red Stars |
| Houston Dash                     | 1:0 Sophie Schmidt (5., Foulelfmeter) 2:0 Shea Groom (90.+1’) | | Chicago Red Stars |
| Houston Dash                     | Haley Hanson, Erin Simon | Kayla Sharples | Chicago Red Stars |
| Finale                           | | |                   |
| 26. Juli 2020 in Sandy, Utah     | | |                   |
| Ergebnis: 2:0 (1:0)              | | |                   |
| Zuschauer: keine                 | | |                   |
| Schiedsrichterin: Katja Koroleva | | |                   |
| Spielbericht                     | | |                   |

## Ehrungen
Nach Beendigung des Turniers wurden die folgenden Ehrungen vergeben:
|                                               | Preisträger/-in                    |
| --------------------------------------------- | ---------------------------------- |
| Wertvollste Spielerin (MVP)                   | Rachel Daly (Houston Dash)         |
| Erfolgreichste Torschützin (NWSL Golden Boot) | Rachel Daly (Houston Dash)         |
| Beste Torhüterin (NWSL Golden Glove)          | Kailen Sheridan (Sky Blue FC)      |
| Beste Nachwuchsspielerin (Future Legend)      | Ashley Sanchez (Washington Spirit) |

Best XI
| Tor                                   | Abwehr | Mittelfeld                                                                            | Sturm |
| ------------------------------------- | --- | ------------------------------------------------------------------------------------- | --- |
| Britt Eckerstrom (Portland Thorns FC) | Julie Ertz (Chicago Red Stars) Abby Erceg (North Carolina Courage) Casey Short (Chicago Red Stars) Jaelene Daniels (North Carolina Courage) | Rachel Daly (Houston Dash) Shea Groom (Houston Dash) Rose Lavelle (Washington Spirit) | Debinha (North Carolina Courage) Lynn Williams (North Carolina Courage) Lindsey Horan(Portland Thorns FC) |